# هیدروسفالی با فشار نرمال
هیدروسفالی با فشار نرمال (به انگلیسی: Normal-pressure hydrocephalus یا NPH) نوعی هیدروسفالی ارتباطی است که در آن مایع مغزی نخاعی بیش از حد در بطن‌های مغزی جمع می‌شود و فشار مایع مغزی نخاعی در حد معمولی یا فقط کمی بالا است. با جمع شدن مایع درون بطن‌های مغزی این ساختارها گشاد می‌شوند و فشار وارده به مغز بیشتر می‌شود که سبب کمپرس و متراکم شدن بافت مغز می‌شود و علائم عصبی ایجاد می‌کند. این بیماری علائم سه‌گانه مهمی دارد که شامل افت حافظه، تکرر ادرار و مشکلات تعادلی است.
درمان این اختلال قرار دادن شانت مغزی توسط جراح است که مایع مغزی نخاعی اضافه را وارد فضای شکم کند تا در آنجا جذب شود. این اختلال ممکن است با تشخیص‌های دیگری اشتباه شود از جمله بیماری منیر (به علت اختلال تعادلی)، بیماری پارکینسون (به علت اختلال راه رفتن) یا بیماری آلزایمر (به علت اختلال حافظه و مشکلات شناختی).